# 다다이즘
다다이즘(영어: Dada 또는 Dadaism)또는 다다주의는 제1차 세계 대전 중인 1915년 스위스 취리히에서 일어나 1924년까지 유럽과 미국에서 유행한 반이성, 반도덕, 반예술을 표방한 예술 사조이자 실존주의를 바탕으로 하는 반문명, 반전통적, 허무주의 예술 운동으로 기존의 모든 가치나 질서를 철저히 부정하고 야유하였으며 기존의 규범적 예술 영역을 넘어섰다.
1915년에 시작해서 독일을 거쳐 중부 유럽으로 퍼져 나갔으며, 1920년과 1923년 사이 프랑스 파리에서 전성기를 맞이하였다. 다다이즘을 신봉하는 이들을 다다이스트(영어: dadaist), "다다주의자"라고 한다.

## 어원

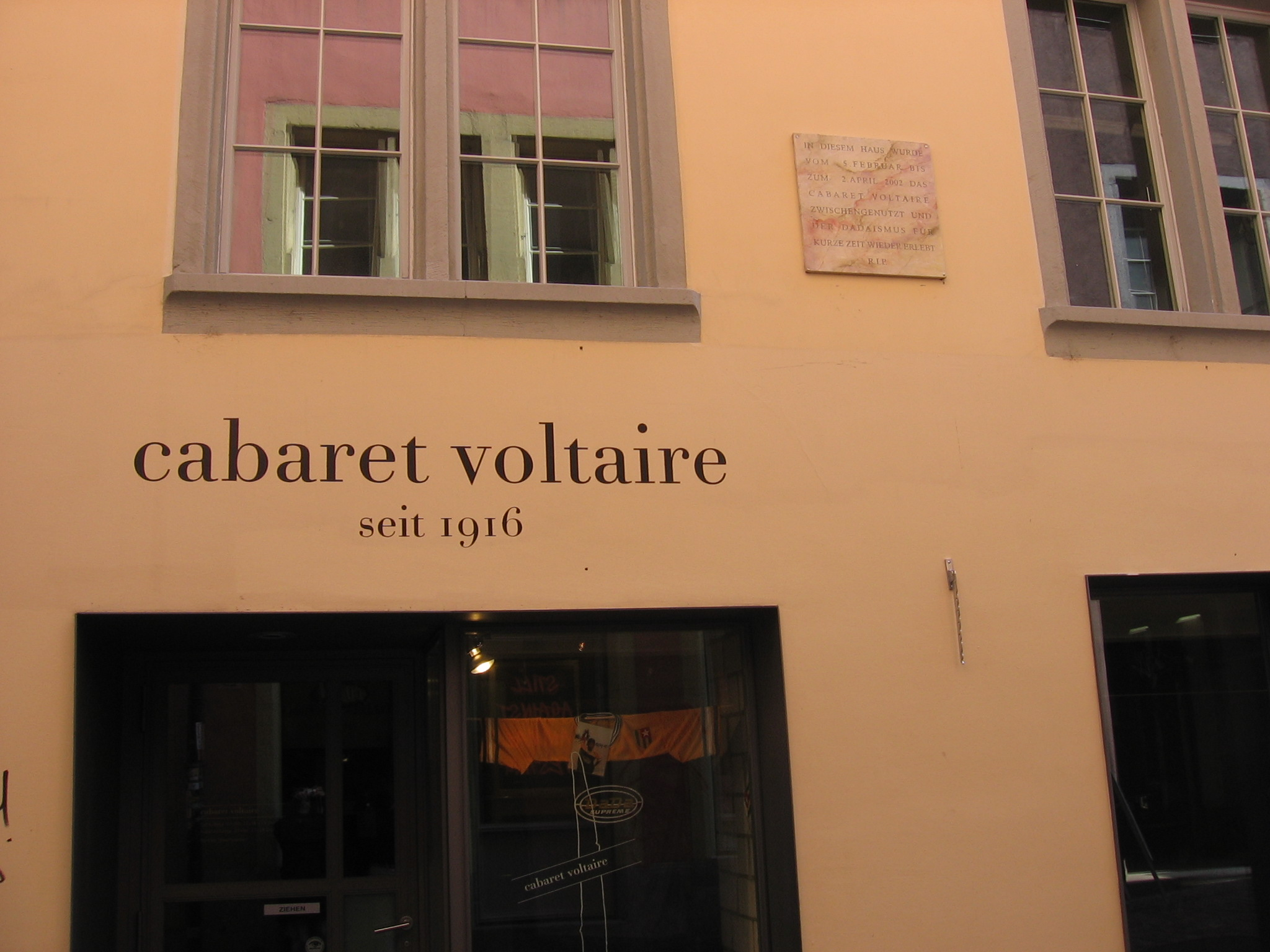
카바레 볼테르

다다이즘이 ‘다다(dada)’라는 명칭의 이유에는 여러 가지 설명이 있다. 가장 널리 알려진 설에 따르면, 다다라는 이름은 독일 후고 발이 운영하던 스위스 취리히의 카바레 볼테르(Cabaret Voltaire)라는 카페에서 처음 사용하였다. 카바레 볼테르에서 여러 젊은 예술가들이 모임을 열곤 하였는데, 1916년 2월 어느날 프랑스어-독일어 사전에 끼웠던 종이 자르는 칼이 우연히 다다라는 단어를 가리켜서 모임에 참석한 사람들은 이 단어가 정통주의 미학에 반기를 든 자신들의 예술 활동을 가장 적절하게 표현한다고 이를 채택하였다. '다다'는 프랑스어로 장난감 목마를 가리키는 유아기적 언어로, 한국어의 '거시기'처럼 특정한 것이 아닌 모든 것들을 가리킬 수 있다.

## 역사

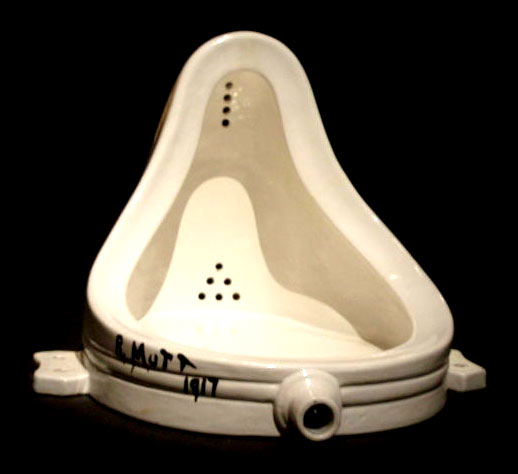
마르셀 뒤샹의 《샘》

다다이즘, 줄여서 다다는 20세기 초반 주로 취리히와 뉴욕·베를린·쾰른·파리 및 독일의 하노버 등지에서 활발하였던 허무주의적 예술운동이다.
다다이즘 예술가들의 시작은 스위스 취리히에서부터였다. 제1차 세계 대전 중 중립국 상태를 유지하고 있던 스위스는 주변 국가 프랑스, 독일 등과는 달리 반정부주의적 예술가들을 향한 박해가 적었던 곳이였기 때문에, 자연히 다다이즘의 중심지는 스위스가 되었다. 후고 발, 에미 헤닝스, 트리스탕 차라, 마르셀 얀코, 장 아르프, 리하르트 휠젠베크 등의 나이 어린 예술가들이 활동하였으며, 특히 트리스탕 차라는 1918년 《다다 선언 1918 (Manifeste Dada 1918)》을 발표하였는데, 그는 이 선언문에서 기표와 기의는 자의적으로 결합한 것에 불과하다고 하였다.
이후 대다수의 다다이즘 예술가들은 거리에서 자신들의 미술과 창작을 보여주는 등의 일명 ‘거리 예술’이라는 활동을 재개함으로써 다다이즘의 활동 범위를 넓혀갔다. 우선 다다이즘은 1917년 베를린으로 이사 간 리하르트 휠젠베크에 의하여 패전 이후의 독일 베를린으로 퍼졌다. 그는 1918년 ‘다다의 밤’이라는 행사에서 《다다 선언 1918》을 읽기도 하였다. 쾰른에서는 1920년 다다 전시회가 열렸다.
다다이즘은 제 1차 세계 대전 이후 유럽에 퍼지는 데는 짧은 시간이 걸렸으나 미국에 번지게 된 것은 다다이즘의 대표적인 예술가 후고 발에 의해서였다. 1920년대 초반 후고 발은 미국 뉴욕에서 미국 국적의 프랑스 예술가 마르셀 뒤샹과 만나 다다이즘의 전파를 주도하였다. 마르셀 뒤샹의 작품 샘은 현재도 다다이즘을 대표하는 가장 유명한 작품으로 남아있다.
이 시기 유럽에서는 다다이즘의 중심지가 프랑스 파리로 이동하였다. 1910년대 중후반 트리스탕 차라는 기욤 아폴리네르, 앙드레 브르통, 막스 자코브, Clément Pansaers 등과 교류하고 있었다. 이들뿐만 아니라 전후 파리에 모여들었던 수많은 예술가들의 전위적 예술에 흥미를 느낀 트리스탕 차라는 1920년 1월 파리로 이사하였으며, 앙드레 브르통 등에 의하여 파리에서의 다다가 본격적으로 시작되었다. 그러나 1923년에서 1924년 사이에 파리에서의 다다이즘은 사그라들었다.
한편 동아시아에서는 일본 도쿄를 중심으로 쓰지 준, 다카하시 신키치 등이 서양으로부터 다다이즘을 자발적으로 수용하였다. 일제강점기의 조선에서도 고한용 등이 이들의 영향으로 다다이스트가 되었다.

## 특징
다다이즘은 제1차 세계 대전 중, 스위스에 망명 온 작가들이 일으킨 반 문명, 반 합리주의 예술 운동으로, 전쟁의 살육과 파괴에 대한 증오와 냉소를 기본 정신으로 하여, 모든 문화적 가치, 전통적 가치, 이성에 대한 신뢰를 부정하며 예술 형식의 파괴와 부정을 주장하였다. 다다는 서구의 문학과 각종 예술성 에 있던 무정부주의적인 반항심의 형태를 보였다. 이것의 원인은 전통적인 문명이 제 1차 세계 대전이라는 비극을 만들었다는 것에 대한 분노와 강한 비판 의식이다. 따라서 다다이스트들은 기성의 모든 사회적 속박으로부터 해방되어 개인의 원초적인 욕구에 충실하려고 하였다.
다다이스트들은 다다이즘의 등장 이전까지 명성을 오랫동안 유지하였고 또 빈번하게 미술의 대상이 되었던 것들을 조롱하기 위하여, 여러 가지 방법으로 기존의 미술을 파괴하였다. 이 중 대표적인 기법으로는 콜라주(Collage), 프로타주(Frottage), 파피에 콜레(Papier Collar), 데페이즈망(Depaysment), 자동기술법(Automatism) 등이 있다.

다다이즘은 휴고발(Hugo Ball), 트리스탕 차라(Trisstan Tzara), 마르셀 얀코(Marcel Janco) 등이 주도하였다. 동아시아에서는 쓰지 준(辻 潤), 다카하시 신키치(高橋 新吉), 고한용 등이 있었다.

## 같이 보기
- 초현실주의